# Gibsoniothamnus
Gibsoniothamnus ist eine Pflanzengattung, die in die nur vier Gattungen umfassende Familie Schlegeliaceae eingeordnet ist. Die elf bis zwölf Arten sind in der Neotropis von Mexiko über Zentralamerika bis ins nördliche Kolumbien verbreitet und sie gedeihen dort meist in Bergregenwäldern.

## Beschreibung

### Vegetative Merkmale
Gibsoniothamnus-Arten sind meist stark verzweigte Sträucher, die gelegentlich kletternd oder kriechend wachsen, nur von Gibsoniothamnus allenii und Gibsoniothamnus mirificus wurden auch kleine Bäume gefunden, deren Wuchshöhen bis zu 5 Meter erreichten. In fast allen Fällen wachsen die Pflanzenexemplare epiphytisch, nur selten treten auf dem Boden wachsende Individuen auf. Die jungen Zweige sind stielrund, oder durch korkartige Fortsätze der angehoben stehenden Blattbasen kantig oder geflügelt. Die Rinde ist behaart oder verkahlend. Im Alter bekommen sie eine hell-graue Borke, die oftmals durch weiße, korkige Lentizellen durchbrochen ist. Die Sprossachsen enden jeweils in einem endständigen Blütenstand, die Verzweigungen entspringen unterhalb des Blütenstandes aus den Blattachseln.
Die gegenständig oder nahezu gegenständig an den Zweigen angeordneten Laubblätter sind in Blattstiel und Blattspreite gegliedert. An einem Knoten (Nodium) gegenüberstehende Laubblätter sind gleichgestaltig, jedoch ungleich groß. Die Blattstiele sind relativ kurz. Die Blattspreiten sind immer einfach und ganzrandig. Oftmals sind die Blattränder leicht zurückgebogene. Die Blattspreiten sind in den meisten Arten nahezu lederig, vor allem bei den Arten Gibsoniothamnus truncatus, Gibsoniothamnus grandiflorus und Gibsoniothamnus latidentatus sind sie dick und fest. Auf der Oberseite sind die Blattadern eingesunken, auf der Unterseite stehen sie hervor. In vielen Fällen sind die Blattspreiten elliptisch, oftmals drüsig gepunktet und an den Achseln zwischen Hauptader und den sekundären Adern finden sich auf der Unterseite Domatien.

### Blütenstände und Blüten
Die Blütenstände sind zymös, können jedoch stark reduziert sein, so dass sie in einigen Arten nur aus einer einzigen Blüte bestehen. Oftmals stehen die Blüten in Büscheln an langen Blütenstielen, deren obere Bereiche direkt unterhalb des Kelches oft deutlich verdickt sind, und die von Tragblättern begleitet werden.
Die zwittrigen Blüten sind zygomorph mit doppelter Blütenhülle. Der Kelch ist glockenförmig und oft in leuchtenden Purpur- oder Rottönen gefärbt. Er wirkt gelappt, jedoch entstehen die Lappen als fünf seitliche Auswüchse mit nach oben gerichteten Fortsätzen. Die fünf Kronblätter sind röhrenförmig bis schmal trichterförmig verwachsen und je nach leicht zygomorph bis radiärsymmetrisch. Ihre Färbung ist meist leuchtend purpur- bis rosafarben, magenta oder rot, nur selten auch weiß. Die fünf gerundeten, ungleichförmigen Kronlappen sind deutlich kürzer als die Kronröhre.
Die vier fertilen Staubblätter sind gleichgestaltig oder treten in zwei leicht unterschiedlich gestalteten Paaren auf. Sie stehen frei voneinander und ragen nicht über die Krone hinaus. Mit der Kronröhre sind sie oberhalb der Kronröhrenbasis verwachsen. Die Staubfäden sind fadenförmig und nahe dem oberen Ende gebogen. Die zwei getrennten Staubbeutel sind durch ein breites Konnektiv verbunden. Neben den fertilen Staubblättern wird ein steriles Staminodium gebildet, das meist kürzer als die fertilen Staubblätter ist. Ein Blütenboden fehlt. Zwei Fruchtblätter sind zu einem zweifächrigen Fruchtknoten verwachsen der eine Vielzahl an Samenanlagen beinhaltet. Der langgestreckte Griffel ist länger als die Staubblätter und endet in einer köpfchenförmigen Narbe.

### Früchte und Samen
An der Frucht ist der haltbare Kelch vorhanden und häufig vergrößert. Die kugelförmige bis fast kugelförmige Beere ist bei Reife blassgrün, weiß oder blass-rosafarben gefärbt. Im Gegensatz zu den Früchten der nahe verwandten Gattung Schlegelia besitzt sie jedoch keine harte Außenhülle. Die Frucht enthält eine Vielzahl von Samen. Die Samen sind spindelförmig. Die Samenschale ist netzartig, der Rand und die Rippen des Netzes auf der Samenhülle sind oftmals ausgefranst oder mit langen Haaren besetzt. In reifen Samen ist kein Endosperm enthalten, der Embryo ist gerade.

## Ökologie
Als Bestäuber der Gibsoniothamnus werden Vögel und Insekten vermutet, wobei die Arten mit größeren Blüten wahrscheinlich auf Bestäubung durch Vögel (Ornithophilie), die Arten mit kleineren Blüten auf Bestäubung durch Insekten (Entomophilie) angepasst sind. Es wurde beobachtet, dass die Früchte von Gibsoniothamnus alatus von Papageien gefressen werden, so dass auf eine Samenausbreitung durch Vögel (Zoochorie) geschlossen werden kann.

## Standorte
Die Standorte liegen meist in niedrigen Bergregenwäldern in Höhenlagen von 500 bis 1500 Metern. Nur die panamaischen Arten Gibsoniothamnus grandifolius und Gibsoniothamnus versicolor kommen unterhalb von 500 Metern vor und Gibsoniothamnus allenii ist in Höhenlagen von bis zu 3000 Metern zu finden.

## Systematik, Botanische Geschichte und Verbreitung

### Botanische Geschichte
Die Gattung Gibsoniothamnus wurde 1970 durch Louis Otho Williams aufgestellt. Der Gattungsname Gibsoniothamnus  ehrt die amerikanische  Botanikerin Dorothy L. Nash Gibson geb. Nash (1921–2012), die Williams auf die zuvor falsch zugeordneten Arten aufmerksam machte. Williams ordnete ihr drei Arten zu, die zuvor zur Gattung Clerodendron gezählt wurden. Er sieht Gibsoniothamnus als nahe verwandt zur Gattung Schlegelia an und ordnet beide Gattungen in den damals noch nicht umfassend verstandenen Bereich zwischen den Familien der Scrophulariaceae und Bignoniaceae ein.
Die von Paul Carpenter Standley und Julian Alfred Steyermark 1940 als Clerodendrum pithecobium beschriebene Art, wurde von Williams bei der Erstbeschreibung der Gattung als Gibsoniothamnus pithecobius bezeichnet. Jedoch übersah er dabei, dass diese Art mit dem Namen Schlegelia cornuta bereits einen 1893 von John Donnell Smith vergebenen Namen besaß. 1971 wurde daher von Alwyn Gentry der Name Gibsoniothamnus cornutus für die Art eingeführt. Die zunächst von Williams in der Erstbeschreibung explizit nicht zu dieser Gattung gezählte Art Clerodendron epiphyticum wurde 1972 von ihm doch als Gibsoniothamnus epiphyticus der Gattung zugerechnet, nachdem er ein weiteres Herbarexemplar zur Untersuchung erhielt, welches die Merkmale der Blüten besser darstellte. Weitere Arten wurden ab 1974 von Alwyn Gentry beschrieben, nach dessen unerwartetem Tod 1993 setzte Kerry Barringer bereits begonnene gemeinsame Arbeiten fort und veröffentlichte ab 1995 weitere Erstbeschreibungen. 2004 erschien eine von Kerry Barringer verfasste Revision der gesamten Gattung Gibsoniothamnus. Die ebenfalls 2004 von J. Francisco Morales beschriebene Art Gibsoniothamnus ficticius basiert auf einem Herbarexemplar, welches von Barringer in seiner Revision der Art Gibsoniothamnus epiphyticus zugeordnet ist.
Die Gattung Gibsoniothamnus wurde von unterschiedlichen Autoren in mehreren Florenwerken behandelt: 1973 in der „Flora of Guatemala“ von Louis Otho Williams, 1979 in der „Flora of Panama“ von William D’Arcy und 2000 in der „Flora Costaricensis“ von William Burger und Kerry Barringer.

### Äußere Systematik
Die Gattung Gibsoniothamnus bildet zusammen mit den Gattungen Schlegelia, Exarata und Synapsis die Familie Schlegeliaceae. Mit den anderen Gattungen der Familie hat Gibsoniothamnus die verholzende Sprossachse, ganzrandige Laubblätter, symmetrische Kronblätter und zygomorphe Blüten, vier fertile Staubblätter, einen aus zwei Fruchtblättern zusammengesetzten Fruchtknoten und nicht aufspringende, fleischige Früchte gemein. Die phylogenetischen Beziehungen zwischen den Arten wurden bisher (Stand 2004) nicht untersucht.

### Arten und ihre Verbreitung
Das Verbreitungsgebiet von Gibsoniothamnus-Arten reichen vom südlichen Mexiko über Zentralamerika bis an die Grenzen von Panama und Kolumbien. In Honduras, El Salvador und Nicaragua wurden jedoch keine Vertreter nachgewiesen. Die nördlichste und westlichste Verbreitung besitzt Gibsoniothamnus cornutus; diese Art kommt bis in die Sierra Santa Marta im Süden des mexikanischen Bundesstaates Veracruz vor. Die östlichsten und südlichsten Vorkommen hat Gibsoniothamnus alatus in der Cerro Tacaruna an der Grenze zwischen Panama und Kolumbien.
Die Gattung Gibsoniothamnus enthält elf bis zwölf Arten:
- Gibsoniothamnus alatus A.H.Gentry: Die Heimat ist Panama und das nördliche Kolumbien.[12]
- Gibsoniothamnus allenii A.H.Gentry: Die Heimat ist Costa Rica und Panama.[12]
- Gibsoniothamnus cornutus (Donn.Sm.) A.H.Gentry: Die Heimat ist Mexiko und Guatemala.[12]
- Gibsoniothamnus epiphyticus (Standl.) L.O.Williams: Die Heimat ist Costa Rica und Panama.[12]
- Gibsoniothamnus ficticius J.F.Morales: Sie wurde 2004 aus Costa Rica erstbeschrieben.[12]
- Gibsoniothamnus grandiflorus A.H.Gentry & Barringer: Die Heimat ist Panama.[12]
- Gibsoniothamnus latidentatus A.H.Gentry: Die Heimat ist Panama.[12]
- Gibsoniothamnus mirificus A.H.Gentry: Die Heimat ist Panama.[12]
- Gibsoniothamnus parvifolius Barringer: Die Heimat ist Costa Rica und Panama.[12]
- Gibsoniothamnus stellatus A.H.Gentry & Barringer: Dieser Endemit kommt nur im nördlichen Panama vor.[12]
- Gibsoniothamnus truncatus A.H.Gentry: Die Heimat ist Panama.[12]
- Gibsoniothamnus versicolor A.H.Gentry & Barringer: Die Heimat ist Panama.[12]

Die Arten können rein morphologisch grob in zwei Gruppen unterteilt werden, die sich anhand der Größe und Form der Blüten unterscheiden lassen. Jedoch sind diese Merkmale oftmals stark variabel, so dass sich eine verlässliche Aufteilung nicht vornehmen lässt. Die Arten, die recht große, rot gefärbte und trichterförmige Blüten haben, neigen zudem dazu, größere Blütenstände auszubilden und größere und dickere Blätter zu besitzen. Ihre Zweige sind weiterhin breiter geflügelt oder stärker gewinkelt als die der Arten mit kleineren, magentafarbenen und röhrenförmigen Blüten.